# Henri Jevain
Henri Jevain, né le 21 avril 1878 à Dijon et mort le 20 octobre 1964, est un avocat, un homme politique et un dirigeant français de football.

## Biographie
Philippe Henri Jevain naît le 21 avril 1878 à Dijon. Il joue au rugby à XV puis au football au lycée de Chartres, au Gallia Club ainsi qu'à la faculté de droit de Paris, où il obtient un doctorat en droit. Il devient avocat à la Cour d'appel de Paris en 1901, secrétaire de la Conférence des avocats du barreau de Paris en 1903 et membre du Conseil de l'Ordre des avocats de 1930 à 1934.
En 1919, il est le président de la commission de football de l'USFSA qu'il représente dans le comité de sélection de l'équipe de France de football, aux côtés de Jules Rimet (LFA), Henri Delaunay (FGSPF) et  Louis Chailloux (FCAF).
Président fondateur de la Ligue de Paris de football-association et partisan de la création de la Fédération française de football association (FFFA), il est nommé chevalier de la Légion d'honneur à titre militaire en 1919, pour ses services au Contentieux des services d'approvisionnements et marchés du Secrétariat d'État du Service de Santé. Bras droit de Jules Rimet et vice-président de la FFFA de 1919 à 1942, il est à l'origine des bases du fonctionnement des Ligues régionales de football. Il est nommé officier de la Légion d'honneur en janvier 1928.
Sur le plan politique, il est conseiller général de la Côte-d'Or, dans le canton de Selongey, de mai 1922 à 1940.
Lors de la Seconde Guerre mondiale, Jean Borotra, commissaire général à l'éducation physique et aux sports du gouvernement de Vichy, veut supprimer le professionnalisme dans le football français, et évincent plusieurs membres dans les différents comités de direction. Le président de la Fédération française, Jules Rimet, décide alors de démissionner en 1942 tout en restant président d'honneur ; Henri Jevain, vice-président, lui succède, affirmant accepter cette nomination « pour éviter que la question du professionnalisme soit réglée par une personnalité extérieure au football » et souhaitant rester dans la lignée de son prédécesseur,. Il laisse sa place à Jules Rimet à la suite de la Libération de 1944.
Il meurt le 20 octobre 1964.

## Distinctions
- Chevalier de la Légion d'honneur (1919)[6]
- Officier de la Légion d'honneur (1928)[9]